# بورت بايرون (نيويورك)
بورت بايرون (بالإنجليزية: Port Byron, New York)‏ هي منطقة سكنية تقع في الولايات المتحدة في مقاطعة كايوغا، نيويورك. يقدر عدد سكانها بـ 1,290 نسمة ومساحتها 2.6 كم2 وترتفع عن سطح البحر 124 متر.

## التركيبة السكانية
حدّد مكتب تعداد الولايات المتحدة بيانات التركيبة السكانية لبورت بايرون في تعداد الولايات المتحدة. في ما يلي، التركيبة السكانية حسب تعدادي 2000 و2010.

### تعداد عام 2000
بلغ عدد سكان بورت بايرون 1,297 نسمة بحسب تعداد عام 2000، وبلغ عدد الأسر 501 أسرة وعدد العائلات 350 عائلة مقيمة في القرية. في حين سجلت الكثافة السكانية 533.7 نسمة لكل كيلومتر مربع (1,382.3/ميل2). وبلغ عدد الوحدات السكنية 527 وحدة بمتوسط كثافة قدره 216.9 لكل كيلومتر مربع (561.8/ميل2).
وتوزع التركيب العرقي للقرية بنسبة 95.22% من البيض و1.54% من الأمريكيين الأفارقة و0.39% من الأمريكيين الأصليين و0.15% من الأمريكيين ذوي الأصول الآسيوية و1.23% من الأعراق الأخرى و1.46% من عرقين مختلطين أو أكثر و2.16% من الهسبانيون أو اللاتينيون من أي عرق.
بلغ عدد الأسر 501 أسرة كانت نسبة 36.1% منها لديها أطفال تحت سن الثامنة عشر تعيش معهم، وبلغت نسبة الأزواج القاطنين مع بعضهم البعض 47.9% من أصل المجموع الكلي للأسر، ونسبة 16.2% من الأسر كان لديها معيلات من الإناث دون وجود شريك، بينما كانت نسبة 5.8% من الأسر لديها معيلون من الذكور دون وجود شريكة وكانت نسبة 30.1% من غير العائلات. تألفت نسبة 23.4% من أصل جميع الأسر من عدة أفراد يعيشون في نفس المنزل ونسبة 10.6% كانت تتألف من شخص يعيش بمفرده يبلغ من العمر 65 عاماً أو أكثر. وبلغ متوسط حجم الأسرة المعيشية 2.57، أما متوسط حجم العائلات فبلغ 2.98.
بلغ العمر الوسطي للسكان 37.6 عاماً. وكانت نسبة 26% من القاطنين تحت سن الثامنة عشر، وكانت نسبة 7.7% بين الثامنة عشر والرابعة والعشرين عاماً، ونسبة 28.7% كانت واقعةً في الفئة العمرية ما بين الخامسة والعشرين والرابعة والأربعين عاماً، ونسبة 21% كانت ما بين الخامسة والأربعين والرابعة والستين، ونسبة 15.7% كانت ضمن فئة الخامسة والستين عاماً فما فوق. يوجد لكل 100 أنثى 92.5 ذكر، ويوجد لكل 100 أنثى في الثامنة عشر من عمرها فما فوق 90.6 ذكر.
بلغ متوسط دخل الأسرة في القرية 35,625 دولارًا، أما متوسط دخل العائلة فبلغ 37,054 دولارًا. وكان متوسط دخل الذكور 30,875 دولارًا مقابل 20,404 دولارًا للإناث. وسجل دخل الفرد الخاص بالقرية 15,741 دولارًا. وكانت نسبة 11% من العائلات ونسبة 12.9% من السكان تحت خط الفقر، وكان من هؤلاء نسبة 13.6% تحت سن الثامنة عشر ونسبة 12.9% في الخامسة والستين من العمر وما فوق.

### تعداد عام 2010
بلغ عدد سكان بورت بايرون 1,290 نسمة بحسب تعداد عام 2010، وبلغ عدد الأسر 499 أسرة وعدد العائلات 344 عائلة مقيمة في القرية. في حين سجلت الكثافة السكانية 530.9 نسمة لكل كيلومتر مربع (1,375.0/ميل2). وبلغ عدد الوحدات السكنية 537 وحدة بمتوسط كثافة قدره 221 لكل كيلومتر مربع (572.4/ميل2).
وتوزع التركيب العرقي للقرية بنسبة 95.12% من البيض و1.40% من الأمريكيين الأفارقة و0.23% من الأمريكيين الأصليين و1.01% من الأعراق الأخرى و2.25% من عرقين مختلطين أو أكثر و2.87% من الهسبانيون أو اللاتينيون من أي عرق.
بلغ عدد الأسر 499 أسرة كانت نسبة 33.5% منها لديها أطفال تحت سن الثامنة عشر تعيش معهم، وبلغت نسبة الأزواج القاطنين مع بعضهم البعض 42.9% من أصل المجموع الكلي للأسر، ونسبة 17.6% من الأسر كان لديها معيلات من الإناث دون وجود شريك، بينما كانت نسبة 8.4% من الأسر لديها معيلون من الذكور دون وجود شريكة وكانت نسبة 31.1% من غير العائلات. تألفت نسبة 24.4% من أصل جميع الأسر من عدة أفراد يعيشون في نفس المنزل ونسبة 8.4% كانت تتألف من شخص يعيش بمفرده يبلغ من العمر 65 عاماً أو أكثر. وبلغ متوسط حجم الأسرة المعيشية 2.55، أما متوسط حجم العائلات فبلغ 2.96.
بلغ العمر الوسطي للسكان 38.0 عاماً. وكانت نسبة 25.1% من القاطنين تحت سن الثامنة عشر، وكانت نسبة 8.8% بين الثامنة عشر والرابعة والعشرين عاماً، ونسبة 27% كانت واقعةً في الفئة العمرية ما بين الخامسة والعشرين والرابعة والأربعين عاماً، ونسبة 27% كانت ما بين الخامسة والأربعين والرابعة والستين، ونسبة 12.2% كانت ضمن فئة الخامسة والستين عاماً فما فوق. وتوزع التركيب الجنسي للسكان بنسبة 47.4% ذكور و52.6% إناث.